# Unión Sudamericana Emigrantes Italianos
Unión Sudamericana Emigrantes Italianos (USEI) (en italiano Unione Sudamericana Emigrati Italiani) es un partido político italiano nacido en el exterior, con el fin de representar a las comunidades residentes fuera de la península.

## Historia
El partido se presentó por primera vez en las elecciones generales de 2006, ocasión en la que no obtuvo ningún diputado ni senador. En las elecciones siguientes realizadas en 2008, su presidente Eugenio Sangregorio se presentó como candidato a diputado dentro de la lista de Unión de Centro.
En diciembre de 2012 el partido obtuvo la adhesión del senador Edoardo Pollastri, electo en la circunscripción extranjera en 2008 bajo la lista de La Unión.
La USEI se volvió a presentar en las elecciones de 2013, en las que Renata Bueno obtuvo un escaño en la Cámara de Diputados. En las elecciones de 2018 logró elegir a Eugenio Sangregorio como diputado y Adriano Cario como senador, sin embargo en los meses Cario abandonó la USEI y se sumó al MAIE.
En noviembre de 2021 la legitimidad de la banca del senador Cario fue puesta en duda debido a las investigaciones llevadas a cabo en Italia, donde se demostró que 2140 boletas electorales de tres secciones electorales de Buenos Aires fueron adulteradas en su favor. Como consecuencia de estas acciones, el Senado italiano pondrá a votación su continuidad en la corporación.

## Resultados electorales
| Elección                    | Votos  | %      | Escaños |   |
| --------------------------- | ------ | ------ | ------- | - |
| Generales 2006 - Extranjero | Cámara | 14 205 | 1,46    | 0 |
| Senado                      | 12 552 | 1,41   | 0       |   |
| Generales 2013 - Extranjero | Cámara | 44 024 | 4,48    | 1 |
| Senado                      | 38 223 | 4,26   | 0       |   |
| Generales 2018 - Extranjero | Cámara | 65 363 | 6,05    | 1 |
| Senado                      | 65 059 | 6,56   | 1       |   |